# Barry Miller (Politiker)

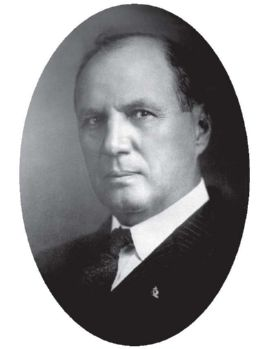
Barry Miller

Barry Miller (* 25. Dezember 1864 in Barnwell, Barnwell County, South Carolina; † 20. Juni 1933 im Dallas County, Texas) war ein US-amerikanischer Politiker. Zwischen 1925 und 1931 war er Vizegouverneur des Bundesstaates Texas.

## Werdegang
Barry Miller wurde in South Carolina geboren und wuchs in der Bundeshauptstadt Washington, D.C. auf, wo er zeitweise als Page beim Senat der Vereinigten Staaten angestellt war. Zwischenzeitlich arbeitete er auch in der Druckerei der Washington Post. Nach einem Jurastudium und seiner Zulassung als Rechtsanwalt betätigte er sich ab 1882 in Dallas, wohin er in diesem Jahr gezogen war, in diesem Beruf. Gleichzeitig schlug er als Mitglied der Demokratischen Partei eine politische Laufbahn ein. Zwischen 1899 und 1903 saß er im Senat von Texas; von 1917 bis 1923 gehörte er dem dortigen Repräsentantenhaus an. Während seiner Zeit im Senat war er zwischenzeitlich als President Pro Tempore amtierender Vorsitzender dieses Gremiums. Er war drei Mal Wahlkampfmanager für Charles Allen Culberson, der den Staat Texas in beiden Kammern des Kongresses vertrat und auch Gouverneur von Texas war.
Zwischen 1911 und 1915 fungierte Miller als Richter am Kriminalgericht im Dallas County. 1924 wurde er an der Seite von Miriam A. Ferguson zum Vizegouverneur von Texas gewählt. Dieses Amt bekleidete er nach zwei Wiederwahlen zwischen 1925 und 1931. Dabei war er Stellvertreter der Gouverneurin und Vorsitzender des Staatssenats. Seit 1927 diente er unter dem neuen Gouverneur Dan Moody. 1930 strebte Miller erfolglos die Nominierung seiner Partei für die Gouverneurswahlen an. Er starb am 20. Juni 1933 im Dallas County.